# Filiz Akın
Filiz Akın (Ankara, 2 januari 1943 – Istanbul, 21 maart 2025) was een Turkse actrice, schrijfster en televisiepresentatrice. 
Samen met Türkan Şoray, Hülya Koçyiğit en Fatma Girik is ze een icoon voor de gouden eeuw in de Turkse cinematografie en wordt ze beschouwd als een van de vier belangrijkste actrices in de Turkse cinema.

## Biografie
Filiz Akın werd op 2 januari 1943 in Ankara geboren. Haar moeder Habibe was een kleermaakster uit Ankara, en haar vader Bekir Sami Akın een rechter uit Afyonkarahisar was. Haar moeder was van Albanese afkomst aan haar vaderskant, terwijl haar vader aan moederskant van Circassische afkomst was. Filiz Akın woonde tot de leeftijd van 3 jaar in Beypazarı, waar haar vader werkte.
Akın overleed op 21 maart 2025 op 82-jarige leeftijd.

## Literaire werken
- "Güzelliklere Merhaba", Altın Kitaplar Yayınevi, 1992
- "Hayata Merhaba", Epsilon, 2005
- "Filiz Akın ile Güzellik, Zayıflama ve Genç Kalma Üzerine" (2006)
- "Lezzete Merhaba" (2013)

## Selectieve filmografie
- 1962: Sehvet uçurumu
- 1964: Gurbet Kuşlari
- 1968: Kader
- 1970: Ankara Ekspresi
- 1971: Umutsuzlar
- 1972: Tatlı Dillim
- 1974: Karateci Kiz
- 1975: Le Ricain